# Saurida undosquamis
Saurida undosquamis, también conocido como pez lagarto o lagarto escamoso, es un pez demersal que habita en aguas del Mar Rojo, Oriente medio, África del Oeste y el Pacífico (hasta la Barrera de Coral Australiana), aunque también se encuentra en aguas del Mar Mediterráneo como especie invasora (a donde llegó pasando por el canal de Suez).

## Descripción
Se trata de un pez alargado de unos 15 a 25 centímetros (llegando a 40 o 50 centímetros de longitud máxima), de color beige o pardo sobre el lomo y más claro en la parte inferior. También presenta de ocho a diez manchas oscuras ovaladas a lo largo de la línea lateral. Su cabeza es achatada y está provista de numerosos dientes puntiagudos que son visibles incluso cuando la boca está cerrada. Saurida undosquamis se diferencia de otras especies del mismo género por detalles como las filas de escamas de su línea lateral erizadas en su pedúnculo caudal, y su número de vértebras (entre 50 y 53).

## Usos
El pez lagarto es pescado por las flotas pesqueras de varios países, como Egipto, Israel, India, etc. Por ejemplo, es consumido como pescado fresco o como pasteles de pescado en Japón.